# Джонс, Глинис
Гли́нис Ма́ргарет Пейн Джонс (англ. Glynis Margaret Payne Johns; 5 октября 1923[…], Претория, ЮАС — 4 января 2024, Лос-Анджелес, Калифорния) — британская актриса, обладательница премии «Тони», а также номинантка на «Оскар» в 1960 году.

## Биография
Глинис Джонс родилась в театральной семье. Её мать, Элис Стил, была концертирующей пианисткой австралийского происхождения и училась в Лондоне и Вене. Её отец Марвин Джонс был валлийским актёром, ставшим впоследствии звездой британских фильмов во время Второй мировой войны. Он регулярно работал на «Ealing Studios». Они познакомились во время учёбы в Лондоне, когда отец был студентом Королевской академии драматического искусства, а мать училась в Королевской академии музыки. Они поженились 17 ноября 1922 года в Сент-Джайлсе в Лондоне, вскоре после чего отправились в турне с театральной труппой по Австралии, Новой Зеландии и Южной Африке. Во время тура по Южно-Африканскому Союзу 23 октября 1923 года у них родилась дочь, названная в честь бабушки Глинис Маргарет Пейн Джонс, ставшая впоследствии представителем четвёртого поколения их семьи, выступавшим на сцене.
Джонс дебютировала в кино в 1938 году. Вместе с отцом она снялась в фильмах «Санаторий» в 1944 году и «Миранда» в 1948 году, где исполнила роль русалки. В 1952 году она появилась в главной роль в экранизации романа Арнольда Беннетта «Ловкач». В 1953 году актриса дебютировала в Голливуде, где в дальнейшем появилась в таких фильмах, как «Придворный шут» (1955), «Вокруг света за 80 дней» (1956), «Бродяги» (1960), за роль в котором она была номинирована на «Оскар», как лучшая актриса второго плана, а также «Мэри Поппинс» (1964).
Помимо кино Глинис Джонс играла на театральной сцене и снималась на телевидении. В 1973 году она стала обладательницей премии «Тони» за роль в мюзикле «Маленькая серенада». На телевидении она появилась в сериалах «Доктор Килдер», «Бэтмен», «Лодка любви», «Она написала убийство» и ряде других. Последний раз на экранах актриса появилась в 1999 году в роли бабушки Галлагер в фильме «Суперзвезда».
Глинис Джонс четыре раза выходила замуж. Её мужьями были британский актёр Энтони Фортвуд (1942—1948), от которого она родила своего единственного сына Гарета Фортвуда (1945—2007), ставшего актёром, председатель компании «Colgate Palmolive International» Дэвид Фостер (1952), Сесил Хендерсон (1960—1962) и Эллиот Арнольд (1964).
Глинис Джонс умерла в Лос-Анджелесе в доме престарелых 4 января 2024 года в возрасте 100 лет.

## Избранная фильмография
- 1941 — 49-я параллель — Анна
- 1945 — Совершенные незнакомцы — Диззи Клейтон
- 1952 — Ловкач — Рут
- 1955 — Придворный шут — Мэйд Джонс
- 1956 — Вокруг света за 80 дней — Леди
- 1960 — Бродяги — Миссис Ферт
- 1964 — Мэри Поппинс — Миссис Уинфред Бэнкс
- 1965 — Дорогая Брижит — Вина Лиф
- 1973 — Склеп ужасов — Элинор
- 1993 — Ньюки — Сестра Ана
- 1994 — Осторожно, заложник! — Роуз Шассер
- 1995 — Пока ты спал — Элзи
- 1999 — Суперзвезда — Бабушка Галлагер

## Награды
- Тони 1973 — Лучшая актриса второго плана («Маленькая серенада», англ.)
- Драма Деск 1973 — Лучшая женская роль в мюзикле («Маленькая серенада»)
- Легенды Диснея — 1998